# Emily Procter
Emily Procter (Raleigh (North Carolina), 8 oktober 1968) is een Amerikaans actrice.
Procter ging naar de East Carolina University waar ze, onsuccesvol, in het theatergenre wilde komen. Na haar diploma werd ze weerpresentatrice en verhuisde ze naar Los Angeles. Ze speelde enkele kleine rollen in films als Jerry Maguire uit 1996. Ze speelde ook een tijd als Ainsley Hayes in de serie The West Wing. Procter is echter vooral bekend als Calleigh Duquesne in de populaire televisieserie CSI: Miami.
Procter houdt zich ook bezig met binnenhuisdecoratie, poker, vrijwilligerswerk en zingen in haar band. Zij doet regelmatig vrijwilligerswerk in Beverly Hills. Als hobby verzamelt ze insecten. Ze is frontman bij haar band White Lighten, die liedjes uit de jaren tachtig ten gehore brengt. Ze heeft eens op televisie Celebrity Poker gespeeld.
Procter heeft een dochter.

## Filmografie
- Friends (1994) - Annabel
- Leaving Las Vegas (1995) - Debbie
- Jerry Maguire (1996) - Vorige vriendin
- Breast Men (1997) - Laura Pierson
- The West Wing (1999) - Ainsley Hayes (2000-2002)
- CSI: Miami (serie) (2002-2013) - Calleigh Duquesne
- Submerged (2005) - Frances Naquin
- Big Momma's House 2 (2006) - Leah Fuller
- White Collar (2013) - Amanda Callaway